# Moçambiquebatis
Moçambiquebatis (Batis soror) är en fågel i familjen flikögon inom ordningen tättingar.

## Utseende och läte
Moçambiquebatis är en typisk batis i svart, grått och vitt. Noterbart är bröstbandet, svart hos hanen och rostrött hos honan. Honan har även en ljust roströd fläck i mitt i vita strupen. Arten liknar strupfläcksbatisen, men är ljusare och det svarta bröstbandet hos hanen är smalare. Den är även ljusare än sotkronad batis. Sången är varierad, vanligen en snabb serie med identiska ljusa visslingar.

## Utbredning och systematik
Fågeln förekommer i låglänta områden från sydöstra Kenya till Malawi och Moçambique samt på Zanzibar. Den behandlas som monotypisk, det vill säga att den inte delas in i några underarter.

## Levnadssätt
Fågeln hittas i miombo och kustnära skogar. Den ses ofta i par.

## Status
Arten har ett stort utbredningsområde och beståndet anses vara stabilt. Internationella naturvårdsunionen IUCN listar den därför som livskraftig (LC).